# Anders Bäckegren
Anders Bäckegren, né le 25 juillet 1968 à Göteborg, est un handballeur international suédois. Il participe aux Jeux olympiques de 1992, remportant la médaille d'argent avec la Suède.

## Palmarès

### équipe de Suède
- Médaille d'argent aux Jeux olympiques de 1992
- Médaille de bronze au Championnat du monde 1993

### En club
- Vainqueur du Championnat de Suède (3) : 1993, 1995, 1996
- Vainqueur de la Coupe d'Allemagne (1) : 2001
- Vainqueur du Championnat d'Allemagne de D2 (1) : 1998